# أوليفييه توماس
أوليفييه توماس (بالفرنسية: Olivier Thomas)‏ (6 أكتوبر 1974 سان دوني فرنسا - ) هو لاعب كرة قدم فرنسي، يلعب كمدافع، لعب 204 مباراة وسجل هدفين.

## مسيرته

### مسيرته مع الأندية
- 2001 - 2003 لعب مع نادي تروا 46 مباراة سجل خلالها هدفين.
- 2003 - 2007 لعب مع نادي لومان 125 مباراة.
- 2007 - 2008 لعب مع نادي نانت 29 مباراة.
- 2008 - 2009 لعب مع نادي سوشو 4 مباريات.

## روابط خارجية
- أوليفييه توماس على موقع رابطة كرة القدم الفرنسية للمحترفين (الإنجليزية)
- أوليفييه توماس على موقع قاعدة بيانات كرة القدم.إي يو (الإنجليزية)